# Premier Division 2025 (Barbados)
La Premier Division 2025, anche nota come Digicel Premier League 2025 per motivi di sponsorizzazione, è stata la settantasettesima edizione della massima serie del campionato barbadiano di calcio. Il campionato è iniziato il 19 gennaio e si è concluso il 25 maggio successivo.
Il Weymouth Wales era la squadra campione in carica, avendo vinto il suo ventesimo titolo nazionale nella stagione 2024, e si è riconfermato conquistando il suo ventunesimo campionato.

## Stagione

### Aggiornamenti
Dalla stagione precedente sono stati retrocessi Empire e BSA, ultime due classificate del campionato. Al loro posto dalla Division One sono stati promossi Pride of Gall Hill e Silver Sands, prime due classificate del campionato.

### Formula
Le 10 squadre partecipanti giocano un girone di andata e ritorno, per un totale di 18 giornate. Al termine del campionato, la prima classificata è campione di Barbados e si qualifica per il CFU Club Shield 2025, mentre le ultime due classificate sono retrocesse in Division One.

## Squadre partecipanti
| Club               | Città        | Stagione precedente    |
| ------------------ | ------------ | ---------------------- |
| Brittons Hill      | Bridgetown   | 6° in Premier Division |
| Deacons            | Bridgetown   | 8° in Premier Division |
| Ellerton           | Bridgetown   | 7° in Premier Division |
| Kickstart Rush     | Bridgetown   | 3° in Premier Division |
| Paradise           | Dover        | 4° in Premier Division |
| Pride of Gall Hill | Gall Hill    | Division One           |
| Silver Sands       | Bridgetown   | Division One           |
| UWI Blackbirds     | Cave Hill    | 2° in Premier Division |
| Weymouth Wales     | Saint Philip | Campione di Barbados   |
| Wotton             | Wotton       | 5° in Premier Division |

## Classifica
|                     | Pos. | Squadra            | Pt | G  | V  | N | P  | GF | GS | DR  |
| ------------------- | ---- | ------------------ | -- | -- | -- | - | -- | -- | -- | --- |
| Barbados (bandiera) | 1.   | Weymouth Wales     | 49 | 18 | 16 | 1 | 1  | 73 | 17 | +56 |
|                     | 2.   | Brittons Hill      | 33 | 18 | 9  | 6 | 3  | 45 | 25 | +20 |
|                     | 3.   | Ellerton           | 33 | 18 | 7  | 8 | 3  | 26 | 26 | +20 |
|                     | 4.   | UWI Blackbirds     | 29 | 18 | 7  | 8 | 3  | 33 | 19 | +14 |
|                     | 5.   | Pride of Gall Hill | 27 | 18 | 7  | 6 | 5  | 29 | 30 | -1  |
|                     | 6.   | Kickstart Rush     | 21 | 18 | 6  | 3 | 9  | 28 | 32 | -4  |
|                     | 7.   | Paradise           | 20 | 18 | 5  | 5 | 8  | 36 | 35 | +1  |
|                     | 8.   | Wotton             | 18 | 18 | 4  | 6 | 8  | 25 | 37 | -12 |
|                     | 9.   | Deacons            | 17 | 18 | 5  | 2 | 11 | 23 | 54 | -21 |
|                     | 10.  | Silver Sands       | 1  | 18 | 0  | 1 | 17 | 11 | 70 | -59 |

Legenda:
      Campione di Bermuda e ammessa alle competizioni CONCACAF.
 Retrocessione diretta.